# We Dare
We Dare is een partyspel gericht op volwassenen ontwikkeld door Ubisoft Milan. Het spel wordt uitgegeven door Ubisoft en kwam op 14 maart 2011 uit voor de Wii en PlayStation 3. Uitdagingen van We Dare zijn onder andere kussen, stripteases geven en spanken.

## Gameplay
We Dare is beschikbaar voor PlayStation 3 en Wii. De game kan solo of tot en met vier personen gespeeld worden.
Om te beginnen moeten de spelers een avatar (of gamepersonage) kiezen. Er wordt  de spelers de mogelijkheid geboden hun eigen gamepersonage vorm te geven. Zodra deze is vorm gegeven, kan de speler het gamepersonage een karaktereigenschap geven.  
Hierna hebben ze de keuze om minispelletjes te spelen. Deze zijn verdeeld over vijf categorieën: Enchanting, Persuasive, Naughty, Adventurous and Brainy. Brainy is bijvoorbeeld een quiz spelen. Het gaat hier om korte, bondige spelervaringen.
In We Dare krijgt de speler verschillende uitdagingen voorgeschoteld waarbij de muziek ook een rol speelt.  
- Een selectie van 40 leuke en flirterige minigames.
- Selecteer zelf de stemming van het feestje.
- Dans mee met favoriete nummers.
- Daag vriend(inn)en uit tot een levendige striptease.
- Acteer flirterige suggesties na die worden ingefluisterd door de ingebouwde speaker van de Wii-mote terwijl anderen moeten raden.

## Muziek
Het spel omvat enkele kleinere spelletjes waarbij de muziek centraal staat. Alle liedjes zijn coverversies. De afspeellijst omvat:
- Grace Kelly - Mika
- Think - The Blues Brothers feat. Aretha Franklin
- Sex Bomb - Tom Jones & Mousse T.
- (I've Had) The Time of My Life - Bill Medley & Jennifer Warnes
- Lady Marmalade - Christina Aguilera, Lil' Kim, Mýa, Pink, & Missy Elliott
- Material Girl - Madonna
- Smoke Gets in Your Eyes - The Platters
- I'm Too Sexy - Right Said Fred
- Super Freak - Rick James
- Time Warp - Richard O'Brien, Patricia Quinn, Nell Campbell, & Charles Gray
- Y.M.C.A. - Village People
- You sexy thing - Hot Chocolate

## Kritiek
De Pan European Game Information (PEGI) en Australian Classification Board (ACB) hebben kritiek gekregen door te impliceren dat het spel geschikt is voor kinderen (ondanks dat het op de markt is gekomen voor volwassen). De spelmakers hebben alleen de context bepaald, niet wat de spelers ermee doen. PEGI heeft het spel een minimumleeftijd van 12 gegeven terwijl de ACB een nog lagere score gaf. 
De YouTubevideo is sindsdien geblokkeerd door Ubisoft. De plannen voor het spel uit te brengen in de Verenigde Staten zijn ook opgeborgen.
Het spel is uitgekomen in Europa op 14 maart 2011 en in Australië op 14 april 2011.